# Kingston (téléfilm, 1976)
Pour les articles homonymes, voir Kingston.

Kingston est un film de télévision de 1976 de Robert Day produit par David Victor avec des musiques de Leonard Rosenman.

## Distribution
- Bradford Dillman : Avery Stanton
- Dina Merrill : Helen Martinson
- Martin Kove : Dealey
- Biff McGuire : Pat Martinson
- Raymond Burr : R.B. Kingston
- Robert Sampson : Sam Trowbridge
- Pamela Hensley : Beth Kelly
- R. G. Armstrong : Père Reardon